# Kusan
Kusan (arab. كوسان) – wieś w Syrii, w muhafazie muhafazie Aleppo. W 2004 roku liczyła 292 mieszkańców.